# Aeródromo de la Independencia
Aerodrómo de la Independencia (IATA: QRC, OACI: SCRG) es un aeródromo situado al poniente de la ciudad de Rancagua, en Chile.

## Administración
Su principal usuario es la Brigada de Aviación del Ejército de Chile y el Club Aéreo de Rancagua . Recibe vuelos de diversos clubes aéreos, así como de ramas militares, policiales y privados. También operan aeronaves de CONAF empleadas en la lucha contra los incendios forestales. En el lugar también se ubica la sede de la Defensa Civil de Chile en Rancagua.
Su pista cuenta con una longitud de 1650 metros de largo por 23 metros de ancho, y fue refaccionada en el año 2016 con una inversión de más de $1.260 millones para ser una pista de aterrizaje alternativa para el Aeropuerto Internacional Arturo Merino Benítez.
Anteriormente, estuvo basada allí la empresa FANAERO-Chile, Fábrica Nacional de Aeronaves, de corta existencia a fines de los años 1950.
Desde marzo del año 2019 el uso de la pista pasa de ser militar a pista de uso público, con administración de la DGAC. También cambia de tener control de tránsito aéreo militar a ser controlado por personal de la Dirección General de Aeronáutica Civil. En el aeródromo trabajan 9 funcionarios aeronáuticos, 5 Controladores de Tránsito Aéreo (CTA) y 4, Técnicos en Servicios de Vuelo (TSV).